# Atrina texta
Atrina texta is een tweekleppigensoort uit de familie van de Pinnidae. De wetenschappelijke naam van de soort is voor het eerst geldig gepubliceerd in 1943 door Hertlein, Hanna & Strong.